# جيرالد ويلكنز
جيرالد ويلكنز (بالإنجليزية: Gerald Wilkins)‏ مواليد 11 سبتمبر 1963 في أتلانتا، هو لاعب كرة سلة أمريكي سابق بدأ مسيرته الاحترافية في سنة 1985 وحمل الرقم 21 و9. يبلغ طوله 6 قدم 6 بوصة (2.0 م). اعتزل اللعب في 1999.

## روابط خارجية
- جيرالد ويلكنز على موقع إن بي أي (الإنجليزية)
- جيرالد ويلكنز على موقع سبورتس رفرنس (الإنجليزية)
- جيرالد ويلكنز على موقع كرة السلة الأوروبية.كوم (الإنجليزية)
- جيرالد ويلكنز على موقع كلية كرة السلة في سبورتس رفرنس.كوم (الإنجليزية)
- جيرالد ويلكنز على موقع ريلجم (الإنجليزية)
- جيرالد ويلكنز على موقع بروبوليرز (الإنجليزية)